# Châteauneuf-le-Rouge
Pour les articles homonymes, voir Châteauneuf.

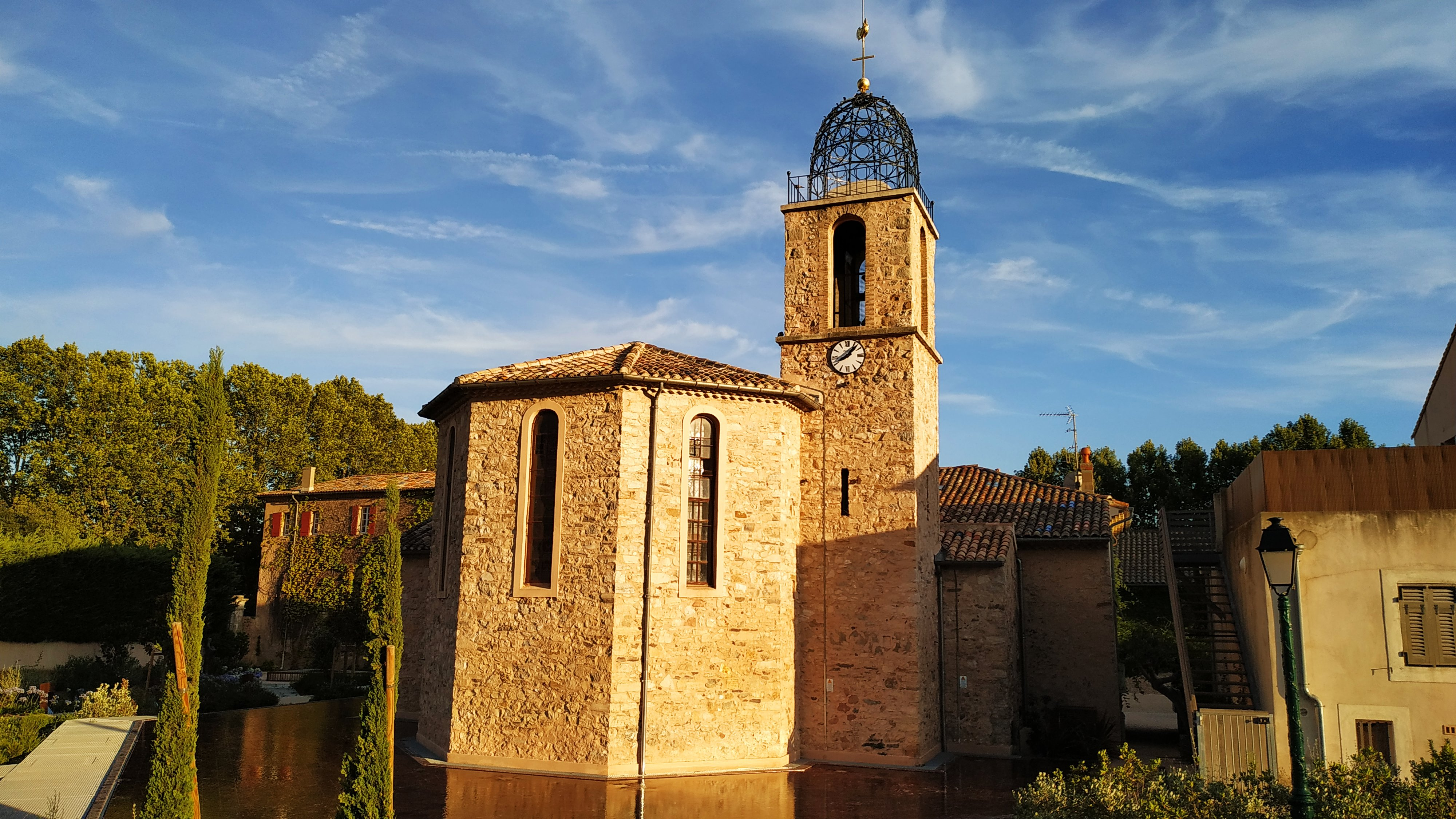
Soleil couchant sur l'église Saint-Antoine de Châteauneuf-le-Rouge

Châteauneuf-le-Rouge (Negrèu en occitan provençal) est une commune française située dans le département des Bouches-du-Rhône, en région Provence-Alpes-Côte d'Azur.
Ses habitants sont appelés les Nègreliens car la commune, jusqu’au XVIIIe siècle, était communément dénommée Négrel ou Negreoux. Ce nom était celui d'une famille installée sur le territoire de la commune.

## Géographie

### Localisation
Châteauneuf-le-Rouge est située à vol d'oiseau à environ 11 kilomètres d’Aix-en-Provence, 27 kilomètres de Marseille, 25 kilomètres de Saint-Maximin-la-Sainte-Baume dans le Var et 140 kilomètres de Nice.

### Voies de communication et transports

#### Voies Routières
L'Autoroute A8 Provençale permet de rejoindre la commune directement par la sortie 32 en provenance d'Aix-en-Provence. L'axe principal de circulation est la Route nationale 7, allant vers Saint-Maximin-la-Sainte-Baume à l'est et vers Aix-en-Provence à l'ouest.

#### Transports en commun
La commune bénéficie des réseaux de transports en commun de la Métropole d'Aix-Marseille-Provence. La ligne 160 permet de rejoindre le centre-ville d'Aix-en-Provence en bus. 

### Géologie
La surface de la commune est de 1 305 hectares avec une altitude moyenne de 230 mètres. Deux barrières naturelles avec le plateau du Cengle et la rivière Arc délimitent un territoire de forme rectangulaire de 6 km par 2,5 km.

### Climat
Pour des articles plus généraux, voir Climat de Provence-Alpes-Côte d'Azur et Climat des Bouches-du-Rhône.
En 2010, le climat de la commune est de type climat méditerranéen franc, selon une étude du Centre national de la recherche scientifique s'appuyant sur une série de données couvrant la période 1971-2000. En 2020, Météo-France publie une typologie des climats de la France métropolitaine dans laquelle la commune est exposée à un climat méditerranéen et est dans la région climatique  Provence, Languedoc-Roussillon, caractérisée par une pluviométrie faible en été, un très bon ensoleillement (2 600 h/an), un été chaud (21,5 °C), un air très sec en été, sec en toutes saisons, des vents forts (fréquence de 40 à 50 % de vents > 5 m/s) et peu de brouillards. 
Pour la période 1971-2000, la température annuelle moyenne est de 13,7 °C, avec une amplitude thermique annuelle de 16,5 °C. Le cumul annuel moyen de précipitations est de 667 mm, avec 5,2 jours de précipitations en janvier et 2 jours en juillet. Pour la période 1991-2020, la température moyenne annuelle observée sur la station météorologique de Météo-France la plus proche, « Vauvenargues », sur la commune de Vauvenargues à 8 km à vol d'oiseau, est de 12,6 °C et le cumul annuel moyen de précipitations est de 738,1 mm. 
La température maximale relevée sur cette station est de 41 °C, atteinte le 28 juin 2019 ; la température minimale est de −12,3 °C, atteinte le 11 février 2012,,. 
Les paramètres climatiques de la commune ont été estimés pour le milieu du siècle (2041-2070) selon différents scénarios d'émission de gaz à effet de serre à partir des nouvelles projections climatiques de référence DRIAS-2020. Ils sont consultables sur un site dédié publié par Météo-France en novembre 2022.

## Urbanisme

### Typologie
Au 1er janvier 2024, Châteauneuf-le-Rouge est catégorisée commune rurale à habitat dispersé, selon la nouvelle grille communale de densité à 7 niveaux définie par l'Insee en 2022.
Elle appartient à l'unité urbaine de Marseille-Aix-en-Provence, une agglomération inter-départementale dont elle est une commune de la banlieue,. Par ailleurs la commune fait partie de l'aire d'attraction de Marseille - Aix-en-Provence, dont elle est une commune de la couronne,. Cette aire, qui regroupe 115 communes, est catégorisée dans les aires de 700 000 habitants ou plus (hors Paris),.

### Occupation des sols
L'occupation des sols de la commune, telle qu'elle ressort de la base de données européenne d’occupation biophysique des sols Corine Land Cover (CLC), est marquée par l'importance des forêts et milieux semi-naturels (55,2 % en 2018), en diminution par rapport à 1990 (60,1 %). La répartition détaillée en 2018 est la suivante : 
forêts (31,7 %), zones agricoles hétérogènes (26 %), milieux à végétation arbustive et/ou herbacée (23,5 %), zones urbanisées (9,7 %), cultures permanentes (4,3 %), terres arables (3,5 %), zones industrielles ou commerciales et réseaux de communication (1,3 %). L'évolution de l’occupation des sols de la commune et de ses infrastructures peut être observée sur les différentes représentations cartographiques du territoire : la carte de Cassini (XVIIIe siècle), la carte d'état-major (1820-1866) et les cartes ou photos aériennes de l'IGN pour la période actuelle (1950 à aujourd'hui).

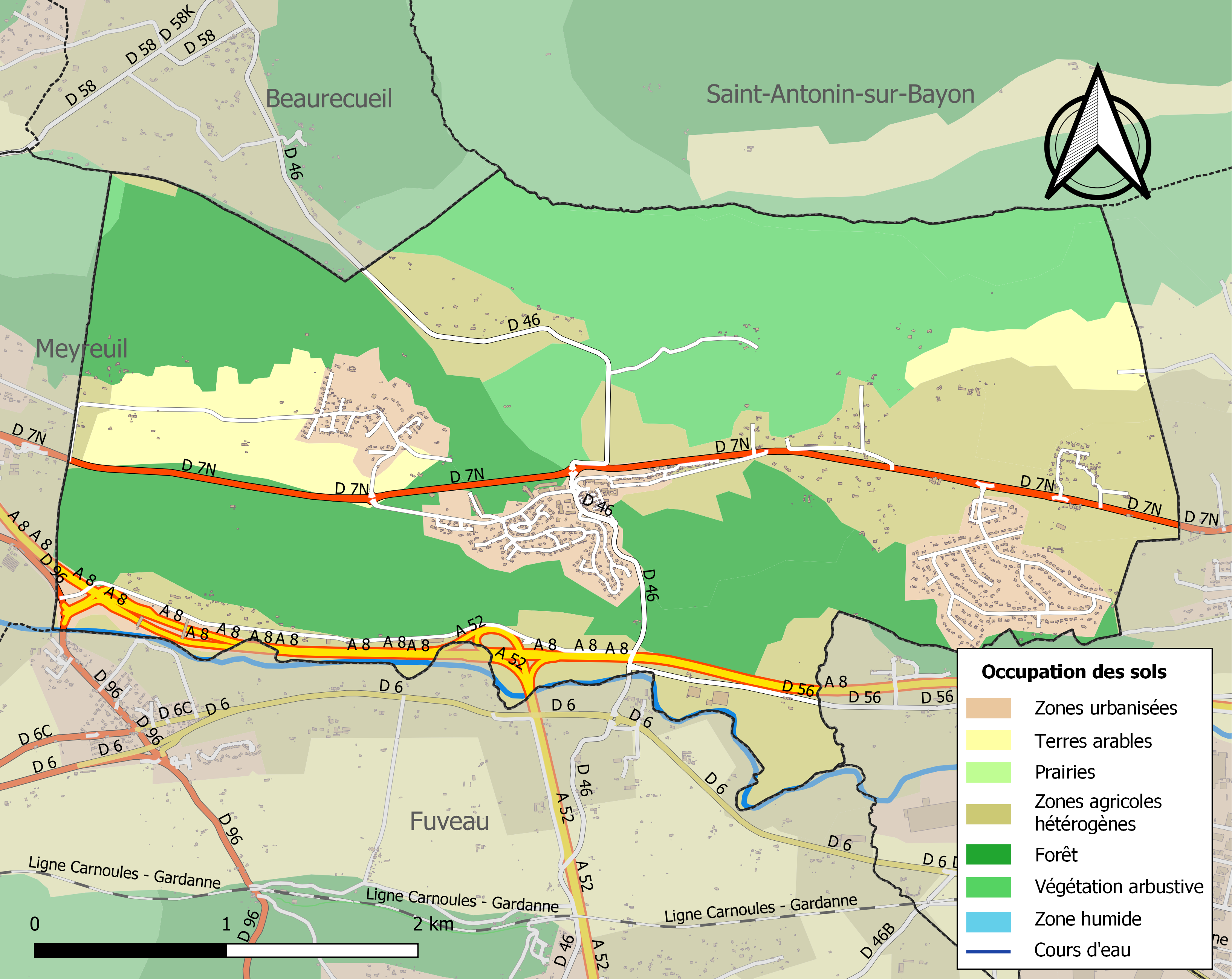
Carte des infrastructures et de l'occupation des sols de la commune en 2018 (CLC).

## Histoire

### Faits historiques
Les premières traces écrites du village datent du XIIe siècle, elles évoquent une chapelle Sainte-Marie, possession de l’abbaye Saint-Victor située à Marseille. Châteauneuf prend le nom de Châteauneuf-le-Rouge vers 1585, très probablement à cause de la couleur rouge de son sol. C'est vers 1778 que l’appellation officielle Châteauneuf-le-Rouge devient la dénomination usuelle du village.
En 1358, les mercenaires d’Arnaud de Cervole, l’archiprêtre ravagent le terroir et détruisent le château. Les destructions sont telles que le village est entièrement abandonné et la paroisse supprimée. Les destructions étaient encore visibles dans les années 1420.
Seigneurie des Arnaud et des Rodulfi au XVe siècle, puis des Riqueti et des Gérenton au XVIIe siècle. Le roi érige en marquisat la paroisse de Châteauneuf-le-Rouge en 1723 en faveur des Montaigu.
En 1986, le conseil municipal de Châteauneuf-le-Rouge décide d'acquérir le château et 13,5 hectares de terrains attenants.
Le 26 octobre 1993, le maire Fernand Boulan meurt tué par balle lors d'un attentat au Caire.

## Politique et administration

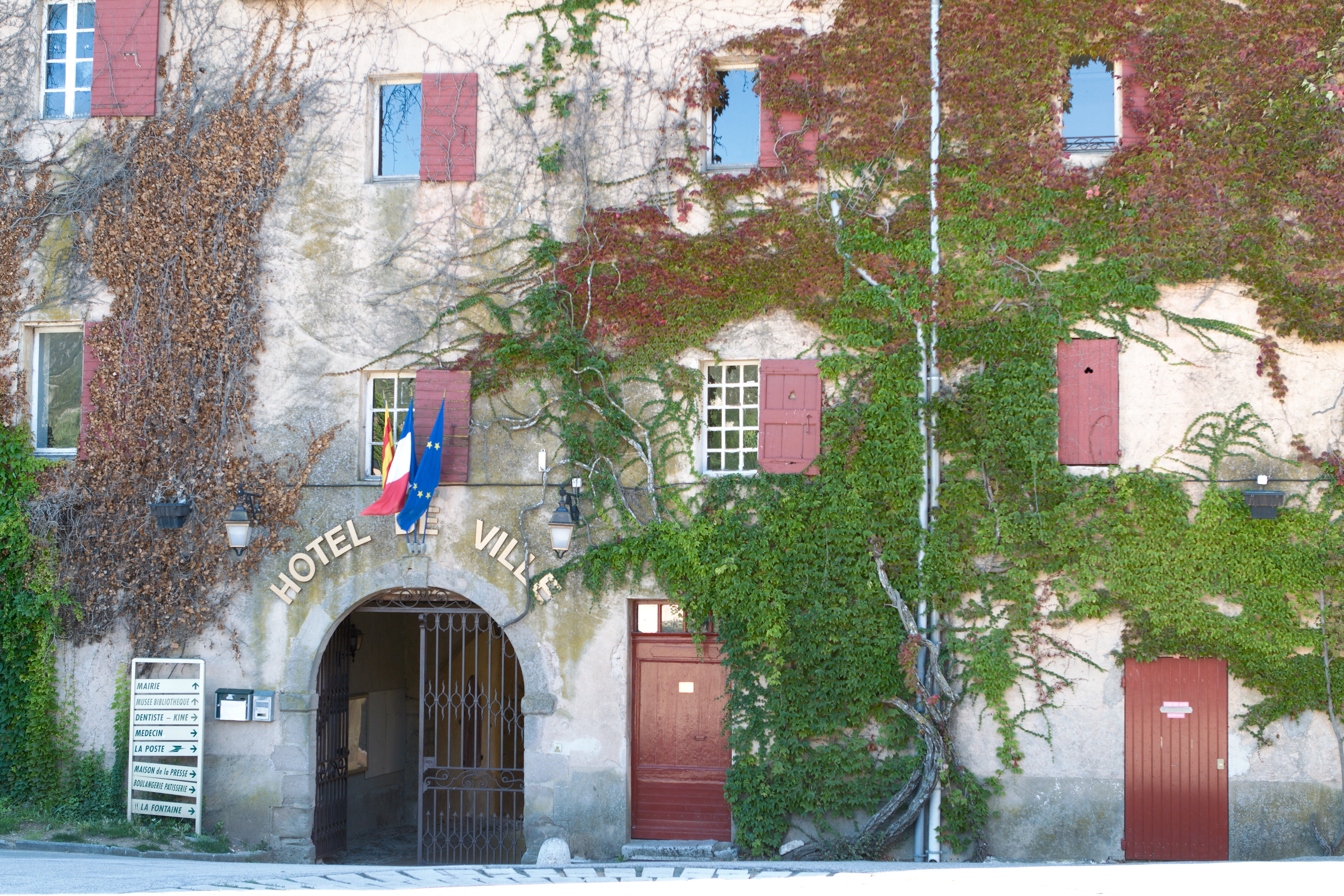
L'hôtel de ville.

### Liste des maires
| Période                                  | Période              | Identité           | Étiquette         | Qualité                                                                                     |
| ---------------------------------------- | -------------------- | ------------------ | ----------------- | ------------------------------------------------------------------------------------------- |
| mars 1983                                | octobre 1993 (décès) | Fernand Boulan (d) | UDF               | Professeur de droit Doyen de la faculté de droit d'Aix-en-Provence                          |
| 1993                                     | en cours             | Michel Boulan (d)  | UDF puis UMP → LR | Avocat Ancien vice-président de la CA du pays d'Aix Réélu en 1995, 2001, 2008 ,2014 et 2020 |
| Les données manquantes sont à compléter. |                      |                    |                   |                                                                                             |

## Population et société

### Démographie
L'évolution du nombre d'habitants est connue à travers les recensements de la population effectués dans la commune depuis 1793. Pour les communes de moins de 10 000 habitants, une enquête de recensement portant sur toute la population est réalisée tous les cinq ans, les populations de référence des années intermédiaires étant quant à elles estimées par interpolation ou extrapolation. Pour la commune, le premier recensement exhaustif entrant dans le cadre du nouveau dispositif a été réalisé en 2004.

En 2022, la commune comptait 2 331 habitants, en évolution de +7,82 % par rapport à 2016 (Bouches-du-Rhône : +2,48 %, France hors Mayotte : +2,11 %).
| 1793 | 1800 | 1806 | 1821 | 1831 | 1836 | 1841 | 1846 | 1851 |
| ---- | ---- | ---- | ---- | ---- | ---- | ---- | ---- | ---- |
| 209  | 249  | 204  | 367  | 401  | 407  | 380  | 378  | 382  |

| 1856 | 1861 | 1866 | 1872 | 1876 | 1881 | 1886 | 1891 | 1896 |
| ---- | ---- | ---- | ---- | ---- | ---- | ---- | ---- | ---- |
| 382  | 395  | 359  | 325  | 289  | 232  | 158  | 146  | 120  |

| 1901 | 1906 | 1911 | 1921 | 1926 | 1931 | 1936 | 1946 | 1954 |
| ---- | ---- | ---- | ---- | ---- | ---- | ---- | ---- | ---- |
| 127  | 131  | 138  | 113  | 100  | 117  | 114  | 122  | 112  |

| 1962 | 1968 | 1975 | 1982  | 1990  | 1999  | 2004  | 2006  | 2009  |
| ---- | ---- | ---- | ----- | ----- | ----- | ----- | ----- | ----- |
| 113  | 165  | 285  | 1 071 | 1 283 | 1 869 | 2 070 | 2 053 | 2 129 |

| 2014  | 2019  | 2022  | - | - | - | - | - | - |
| ----- | ----- | ----- | - | - | - | - | - | - |
| 2 171 | 2 380 | 2 331 | - | - | - | - | - | - |

### Manifestations culturelles et festivités
- Chaque année, début juillet, a lieu le Festival de la Gastronomie en Provence qui permet de découvrir les produits du terroir et les restaurateurs de la région[26].

### Enseignement
- Crèche
- École maternelle et primaire Ste Victoire.
- Collèges à Rousset et Aix-en-Provence.
- Lycées à Gardanne et Aix-en-Provence.

## Économie
Jusqu’à une époque récente l’activité économique était essentiellement agricole avec des cultures d'oliviers, de céréales et de vignes et des élevages d'ovins. La commune fait partie de la zone d'appellation Côtes-de-provence Sainte-Victoire.

## Culture locale et patrimoine

### Patrimoine culturel
- Le musée Arteum[27] est installé depuis 1990 dans les salles du château de l'hôtel de ville. Le musée présente une centaine d'œuvres réalisées par les artistes du Péano et du quai de Rive-Neuve à Marseille pour les plus anciennes mais aussi des œuvres contemporaines d'artistes de la région[28]. Le musée présente de plus une reconstitution de l'atelier du peintre provençal Arsène Sari.
- La bibliothèque-médiathèque Fernand-Boulan compte environ 1 400 adhérents. Elle est intégrée dans le château depuis son ouverture en 2001[29]. La bibliothèque fait partie du réseau de la bibliothèque départementale et les prêts sont gratuits.

### Monuments et lieux touristiques
- Le château (mairie),
- Monument aux morts,
- Sculpture de la Vierge (bronze face à la mairie),
- Borne frontière romaine entre le pays d'Arles et le pays d'Aix,
- Église Saint-Antoine.

### Héraldique
| Armes de Châteauneuf-le-Rouge | Les armes peuvent se blasonner ainsi : Coupé de gueules au pal d'or, et d'or à un bouc de sable. |

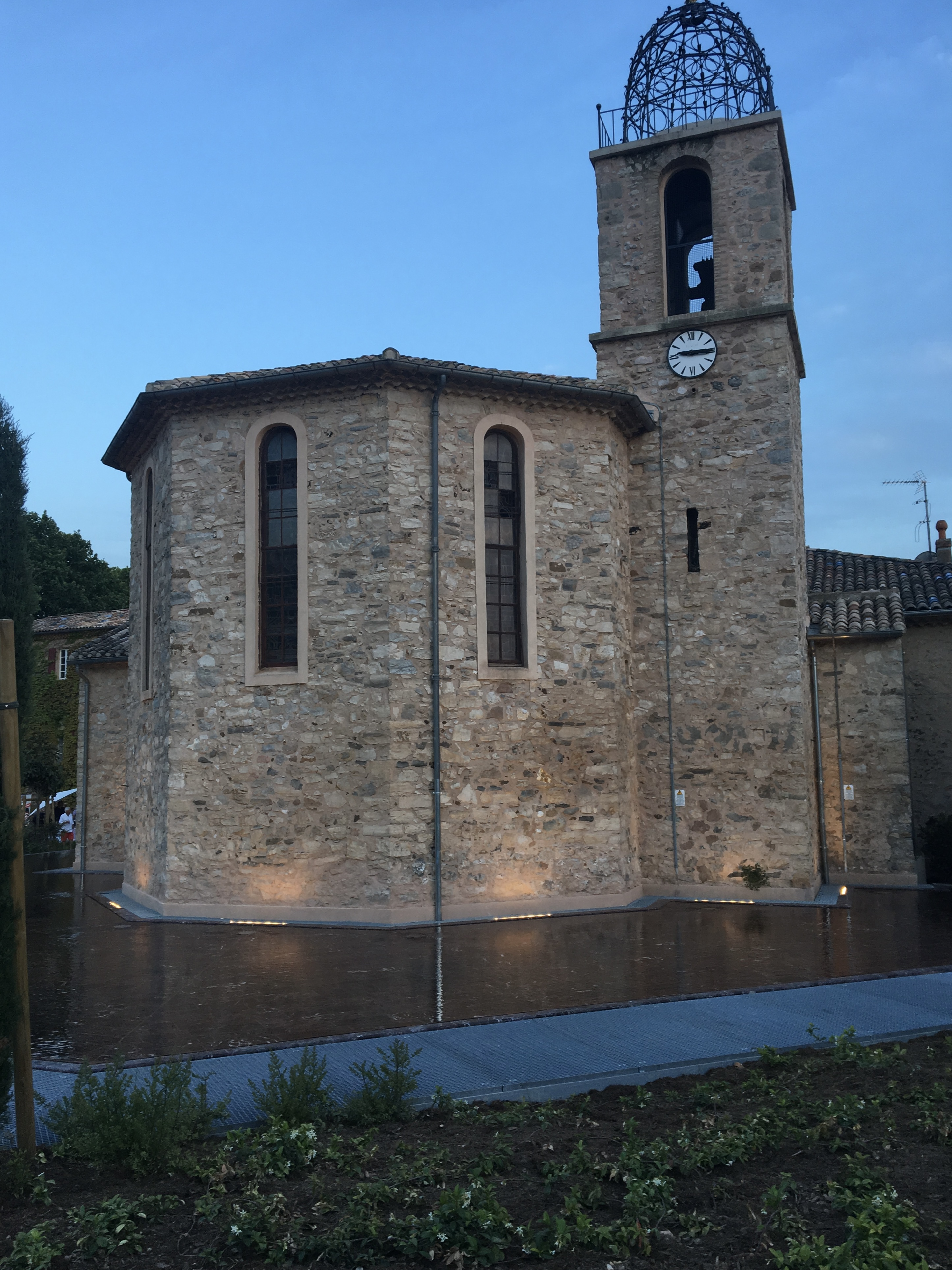
Église Saint-Antoine.
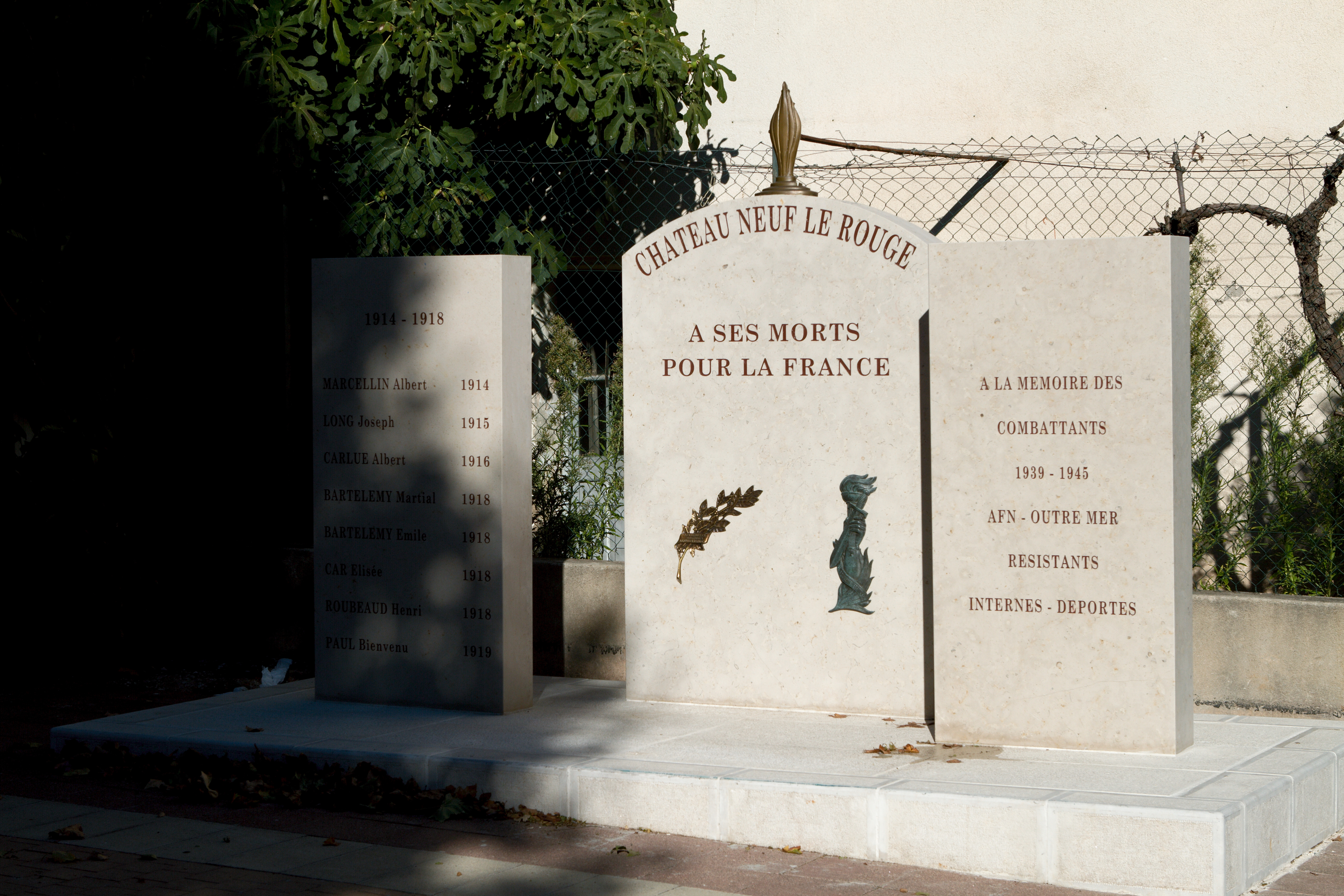
Le monument aux morts.